# Peter Braun
Peter Braun (né le 1er août 1962 à Tuttlingen) est un athlète allemand, spécialiste des courses de demi-fond.

## Biographie
Il remporte le titre du 800 m lors des Championnats d'Europe en salle 2000, à Madrid, en devançant dans le temps de 1 min 48 s 96 l'Espagnol Colomán Trabado et le Français Thierry Tonnelier. Il se classe par ailleurs sixième des Championnats d'Europe en plein air de Stuttgart.

### Palmarès
| Date | Compétition                    | Lieu      | Résultat | Épreuve |
| ---- | ------------------------------ | --------- | -------- | ------- |
| 1986 | Championnats d'Europe en salle | Madrid    | 1er      | 800 m   |
| 1986 | Championnats d'Europe          | Stuttgart | 6e       | 800 m   |

### Records
| Épreuve | Épreuve   | Performance   | Lieu     | Date            |
| ------- | --------- | ------------- | -------- | --------------- |
| 800 m   | Plein air | 1 min 44 s 03 | Coblence | 6 août 1986     |
| 800 m   | Salle     | 1 min 47 s 19 | Gênes    | 29 février 1992 |